# 에두아르도 마르퀴나

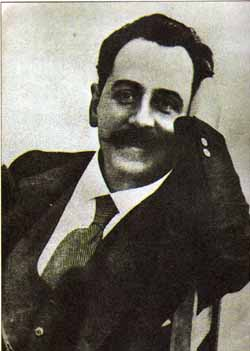
에두아르도 마르퀴나

에두아르도 마르퀴나(Eduardo Marquina, 1879년 1월 21일 ~ 1946년 11월 21일)은 스페인의 극작가다.
운문극(韻文劇)의 작가로서 '근대파'의 시인이며, 애국적인 서사시극을 많이 썼는데, 대표작으로는 <해는 플랑드르서 졌다>(1910)가 있다.